# Stark (Wisconsin)
Die Town of Stark ist eine von 21 Towns im Vernon County im US-amerikanischen Bundesstaat Wisconsin. Im Jahr 2010 hatte die Town of Stark 363 Einwohner.
Town hat in Wisconsin eine grundlegend andere Bedeutung, als im übrigen englischsprachigen Bereich. Vielmehr entspricht sie den in den anderen US-Bundesstaaten üblichen Townships, die nach dem County die nächstkleinere Verwaltungseinheit bilden.

## Geografie
Die Town of Stark liegt im Südwesten Wisconsins und wird vom Kickapoo River durchflossen, einem rechten Nebenfluss des in den Mississippi mündenden Wisconsin River. Der am Mississippi gelegene Schnittpunkt der drei Bundesstaaten Minnesota, Iowa und Wisconsin befindet sich rund 70 km westsüdwestlich.
Die Town of Stark liegt in der Driftless Area genannten eiszeitlich geformten Region, die sich über das südöstliche Minnesota, das südwestliche Wisconsin, das nordöstliche Iowa und das äußerste nordwestliche Illinois erstreckt. Bei der letzten Eiszeit, der so genannten Wisconsin Glaciation, blieb die Region eisfrei, sodass sich die Flusstäler auch während dieser Zeit tiefer in das Plateau einschneiden konnten.
Die geografischen Koordinaten des Zentrums der Town of Stark sind 43°35′44″ nördlicher Breite und 90°36′35″ westlicher Länge. Sie erstreckt sich über eine Fläche von 89,2 km². Die Town of Stark umschließt vollständig die selbstständige Gemeinde La Farge, ohne dass diese der Town angehört.
Die Town of Stark liegt im Osten des Vernon County und grenzt an folgende Nachbartowns:
| Town of Clinton | Town of Whitestown                          | Town of Forest                  |
| Town of Webster | Kompassrose, die auf Nachbargemeinden zeigt | Town of Union                   |
| Town of Liberty | Town of Forest (Richland County)            | Town of Bloom (Richland County) |

## Verkehr
Der Wisconsin State Highway 131 führt in Nord-Süd-Richtung durch die Town of Stark; in West-Ost-Richtung verläuft der Wisconsin State Highway 82. Beide Straßen kreuzen in der nicht zur Town gehörenden Gemeinde La Farge. Daneben führen noch die County Highways D und P durch das Gebiet der Town. Alle weiteren Straßen sind untergeordnete Landstraßen, teils unbefestigte Fahrwege sowie innerörtliche Verbindungsstraßen.
Die nächsten Flughäfen sind der La Crosse Regional Airport (rund 85 km westnordwestlich), der Rochester International Airport in Rochester, Minnesota (rund 185 km westnordwestlich) und der Dane County Regional Airport in Wisconsins Hauptstadt Madison (rund 160 km südöstlich).

## Bevölkerung
Nach der Volkszählung im Jahr 2010 lebten in der Town of Stark 363 Menschen in 147 Haushalten. Die Bevölkerungsdichte betrug 4,1 Einwohner pro Quadratkilometer. In den 147 Haushalten lebten statistisch je 2,44 Personen. 
Ethnisch betrachtet setzte sich die Bevölkerung zusammen aus 98,1 Prozent Weißen, 0,3 Prozent Afroamerikanern sowie 1,1 Prozent Asiaten; 0,6 Prozent stammten von zwei oder mehr Ethnien ab. Unabhängig von der ethnischen Zugehörigkeit waren 1,1 Prozent der Bevölkerung spanischer oder lateinamerikanischer Abstammung. 
19,8 Prozent der Bevölkerung waren unter 18 Jahre alt, 60,1 Prozent waren zwischen 18 und 64 und 20,1 Prozent waren 65 Jahre oder älter. 48,2 Prozent der Bevölkerung war weiblich.
Das mittlere jährliche Einkommen eines Haushalts lag bei 39.236 USD. Das Pro-Kopf-Einkommen betrug 20.407 USD. 17,0 Prozent der Einwohner lebten unterhalb der Armutsgrenze.

## Ortschaften in der Town of Stark
Neben Streubesiedlung existiert in der Town of Stark mit Tunnelville noch eine gemeindefreie Siedlung, die zum Teil in der südlich benachbarten Town of Forest im Richland County liegt.